# Koolwijk (Oss)
Pour les articles homonymes, voir Koolwijk.

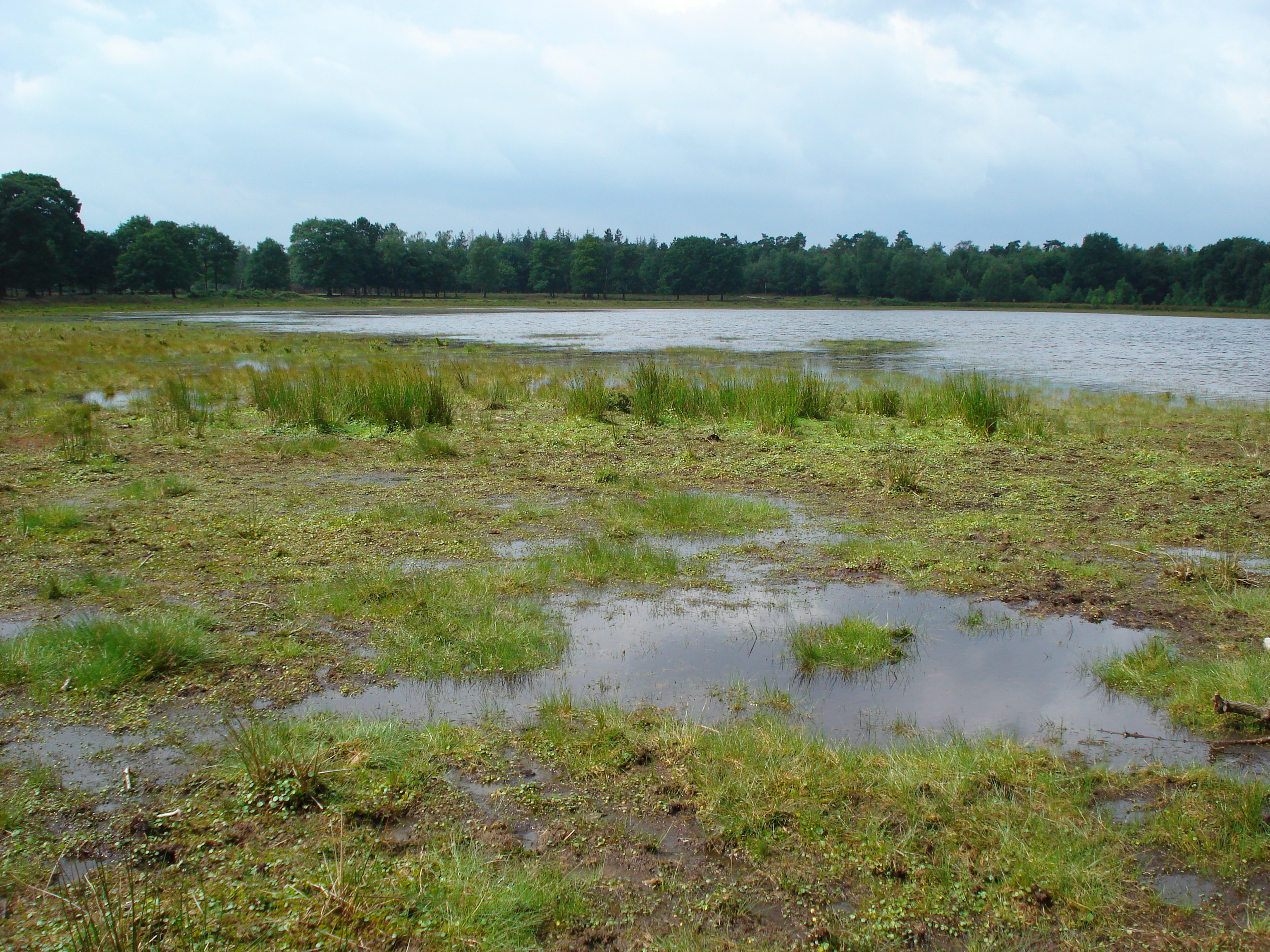
Koolwijk, Groot Ganzenven à Herperduin.

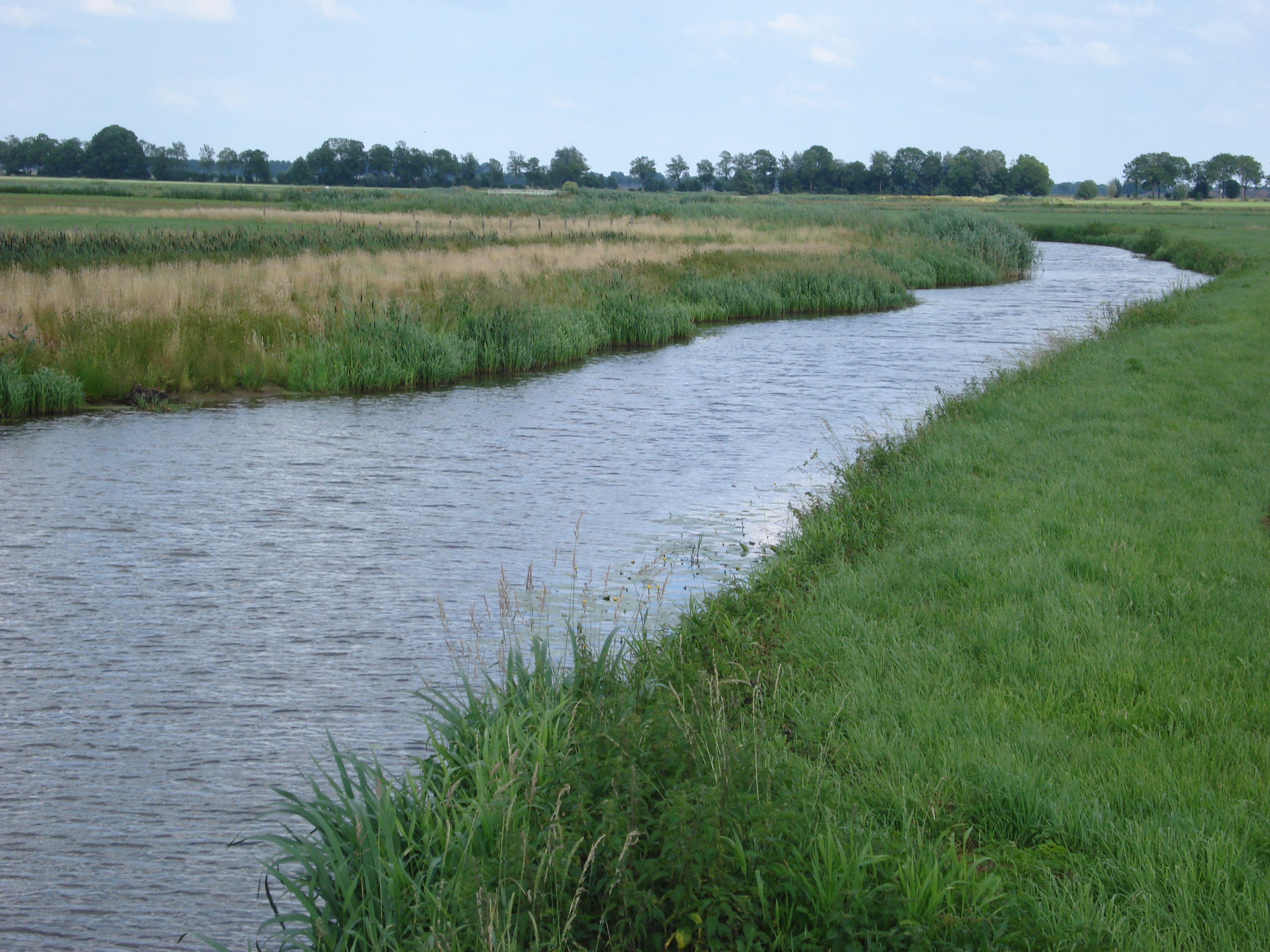
Klein Koolwijk, Hertogswetering.

Koolwijk est un petit village néerlandais de la commune d'Oss du nord-est de la province du Brabant-Septentrional. On distingue les hameaux Grote Koolwijk et Kleine Koolwijk. Koolwijk compte 323 habitants en 2005.

## Le nom
Le nom de Koolwijk, en dialecte Kôllik, vient de Coelbeeck. Le Koele beek, ruisseau froid, était un des weterings qui coulait des landes sableuses du nord du Peel vers la traverse du déversoir de Beers. Les landes sableuses sont maintenant la petite région naturelle à vocation touristique Herperduin.

## Histoire
Coelbeeck était situé à la limite ouest du Pays de Herpen, plus tard Pays de Ravenstein, ancienne seigneurie indépendante dans le Brabant du XIIIe au XVIIIe siècle. Il y a une chapelle Sainte-Anne, nommée pour la première fois en 1520, qui dépendait de la paroisse de Herpen.
Après la guerre de Quatre-Vingts Ans, le Pays de Ravenstein était une enclave catholique dans les états protestants et la chapelle Sainte-Anne, située à la frontière, était chapelle d'asile ou chapelle-frontière pour les habitants de Berghem et Oss de 1640 à 1672 environ. À la fin de cette période, la chapelle a été remplacée par un nouveau bâtiment de dimensions similaires, mais avec une tour un peu plus marquée.

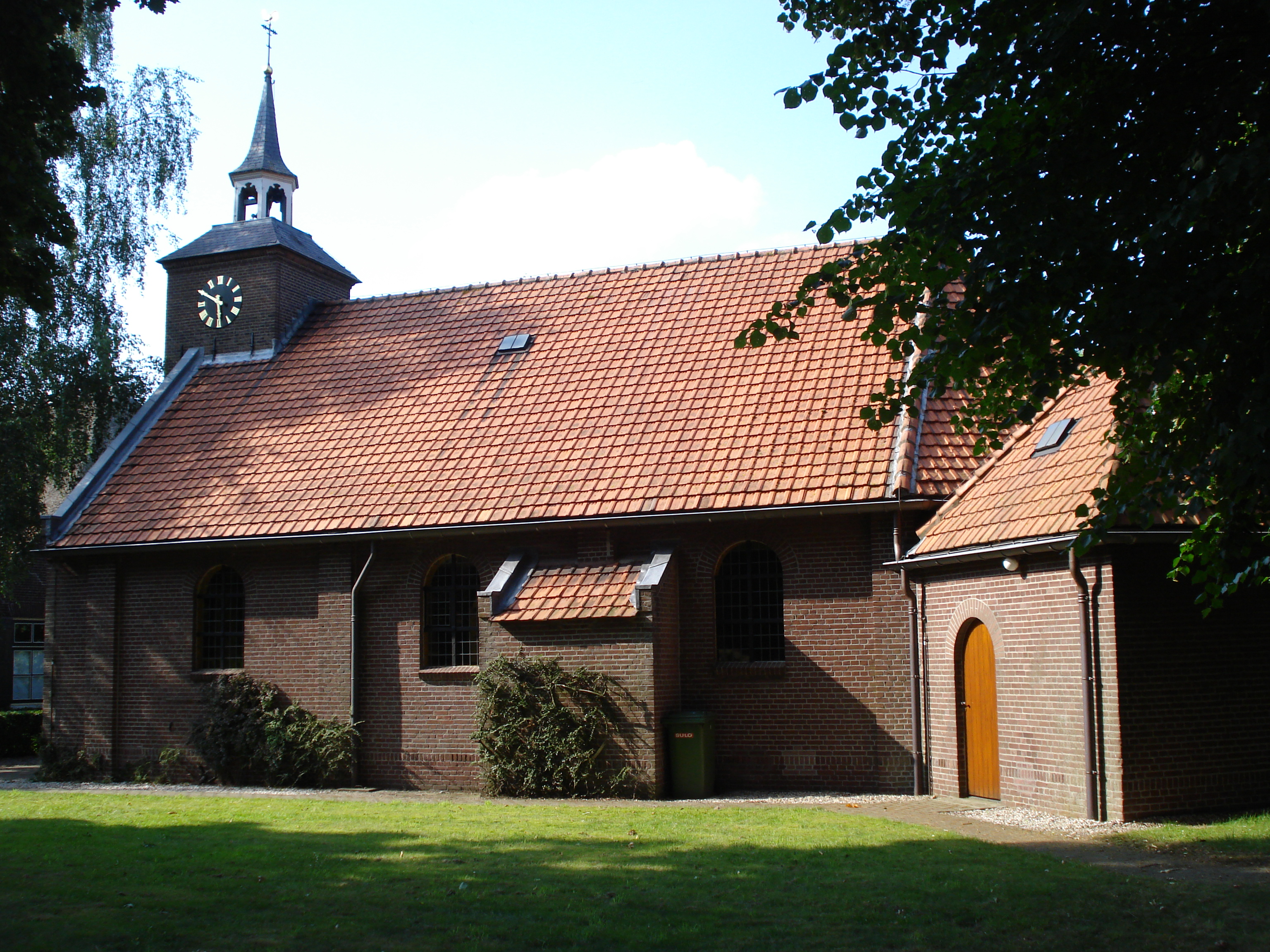
Groot Koolwijk, chapelle Sainte-Anne.

Koolwijk était une localité de l'ancienne commune de Herpen, qui en 1941 a été attaché à l'ancienne commune de Ravenstein. Ravenstein, à son tour s'est fait annexer en 2003 à sa propre demande à la commune d'Oss.

## Pèlerinage à Sainte Anne

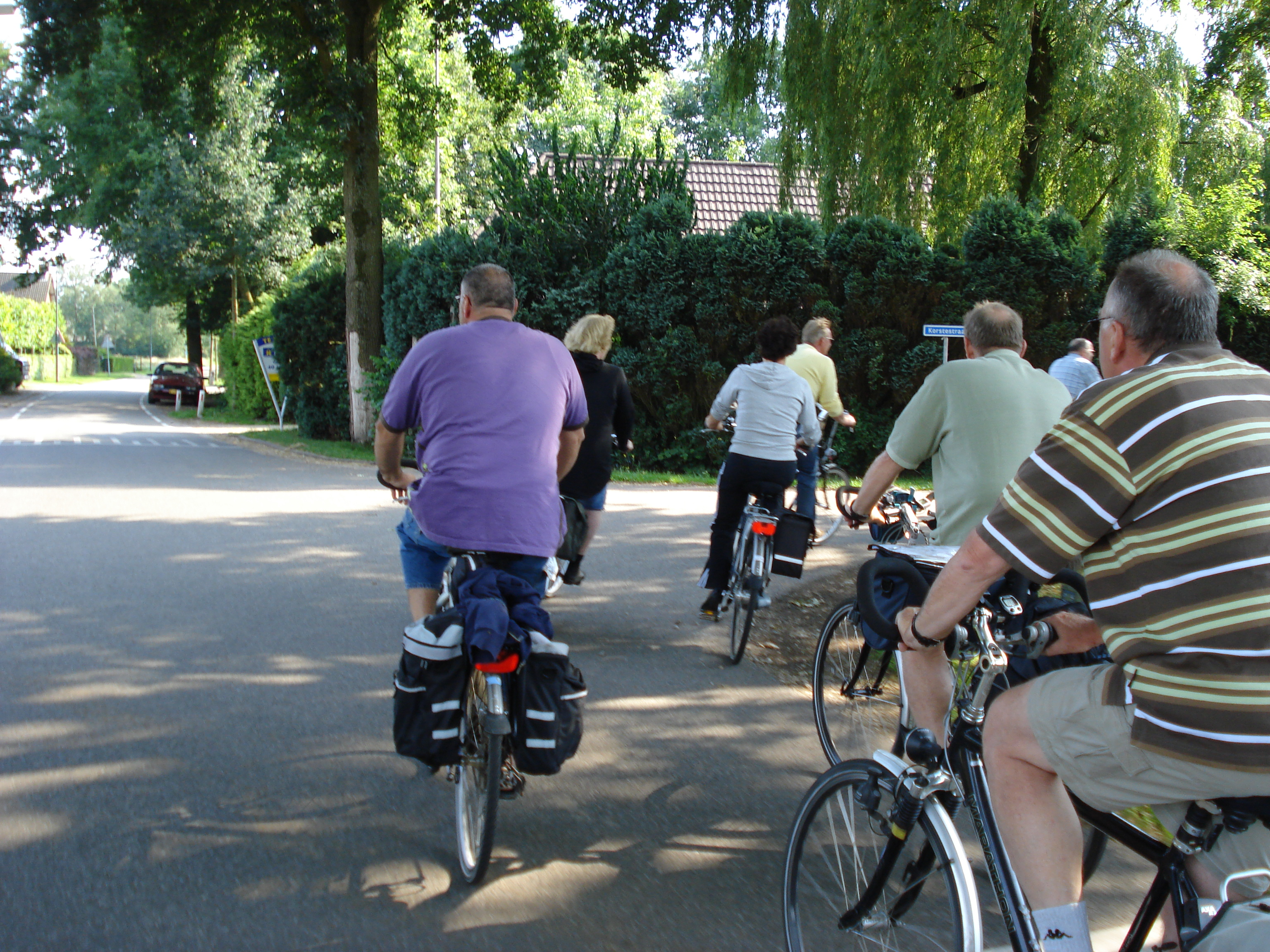
Koolwijk, cyclotouristes.

Dans la chapelle, il y a une statue exceptionnelle de Ste-Anne-en-trinité, (Sainte Anne avec Sainte Marie et Jésus) datant environ de 1490. Depuis le temps que la chapelle fonctionnait comme chapelle-frontière, il y a eu un pèlerinage florissant à Sainte Anne, patronne des tourneurs, des brodeuses, des femmes stériles désirant un enfant. Les fêtes de Sainte-Anne se déroulent toujours le 26 juillet ou le dimanche suivant avec une Grand-Messe en plein air sur le champ de la chapelle, un champ pour les pèlerinages, très rare de nos jours. Chaque année, au mois de décembre, on installe dans la chapelle au grand plaisir des enfants une crèche mouvante, qui attire beaucoup d'admirateurs. La chapelle est un lieu de prédilection pour les mariages et les baptêmes. La chapelle avec la statue et le champ de la chapelle, est un ensemble historique protégé.